# St. Fabian und Sebastian (Rensefeld)

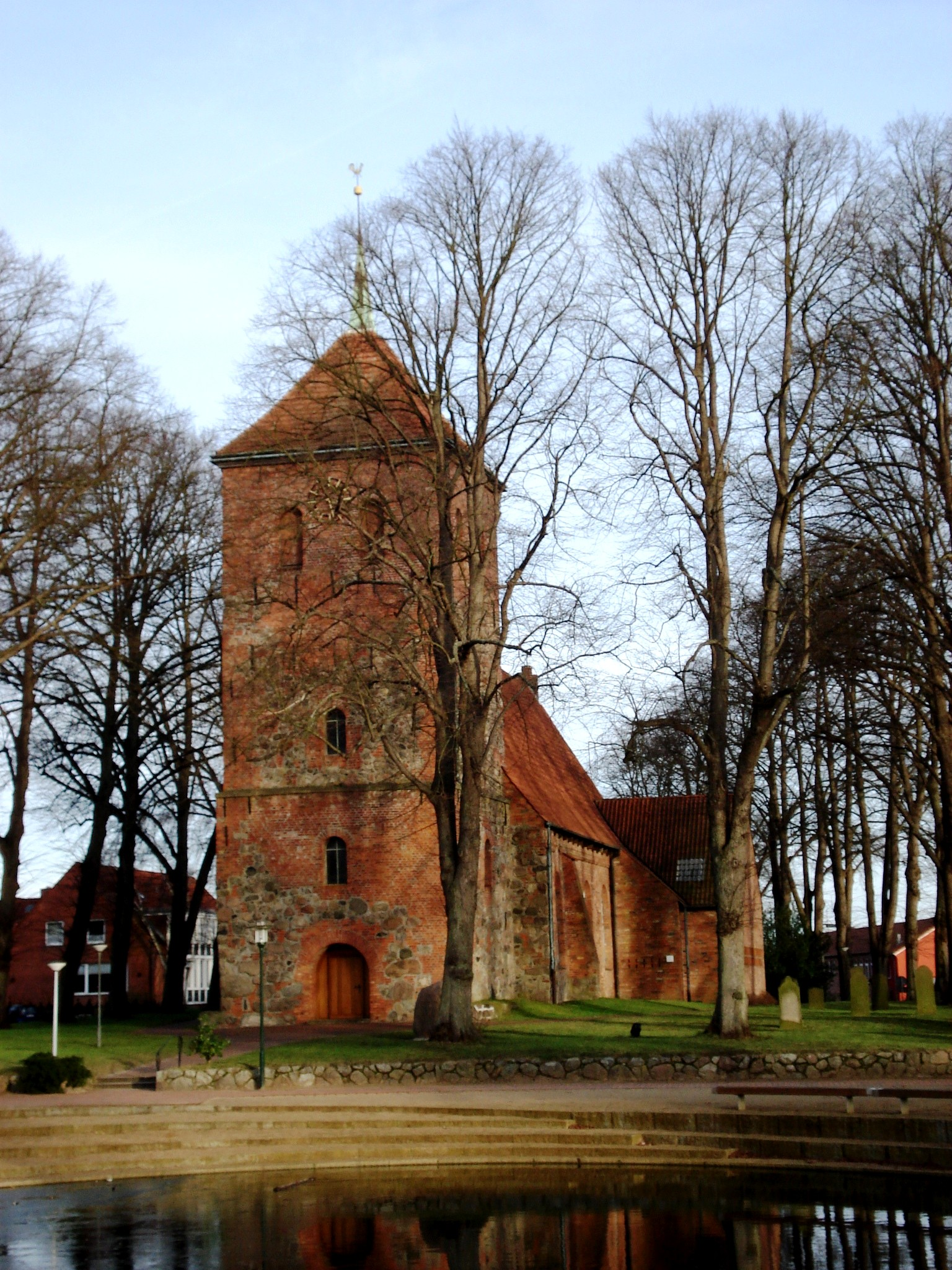
St. Fabian

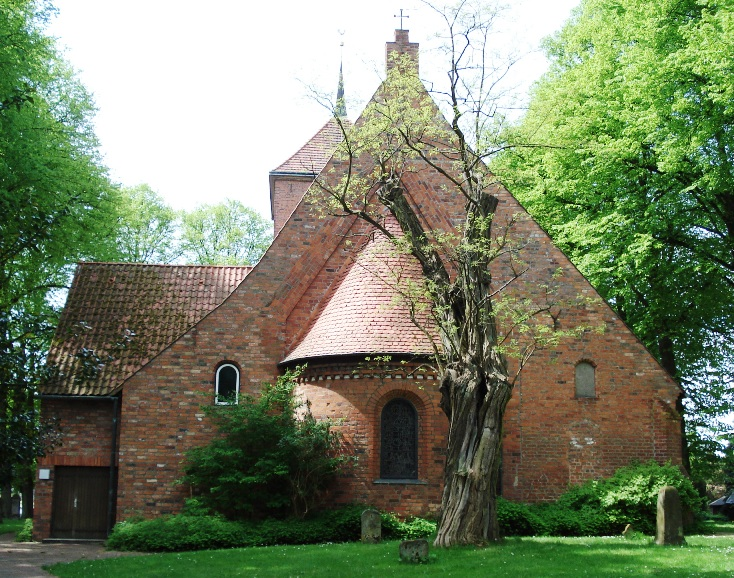
Die Apsis der Kirche

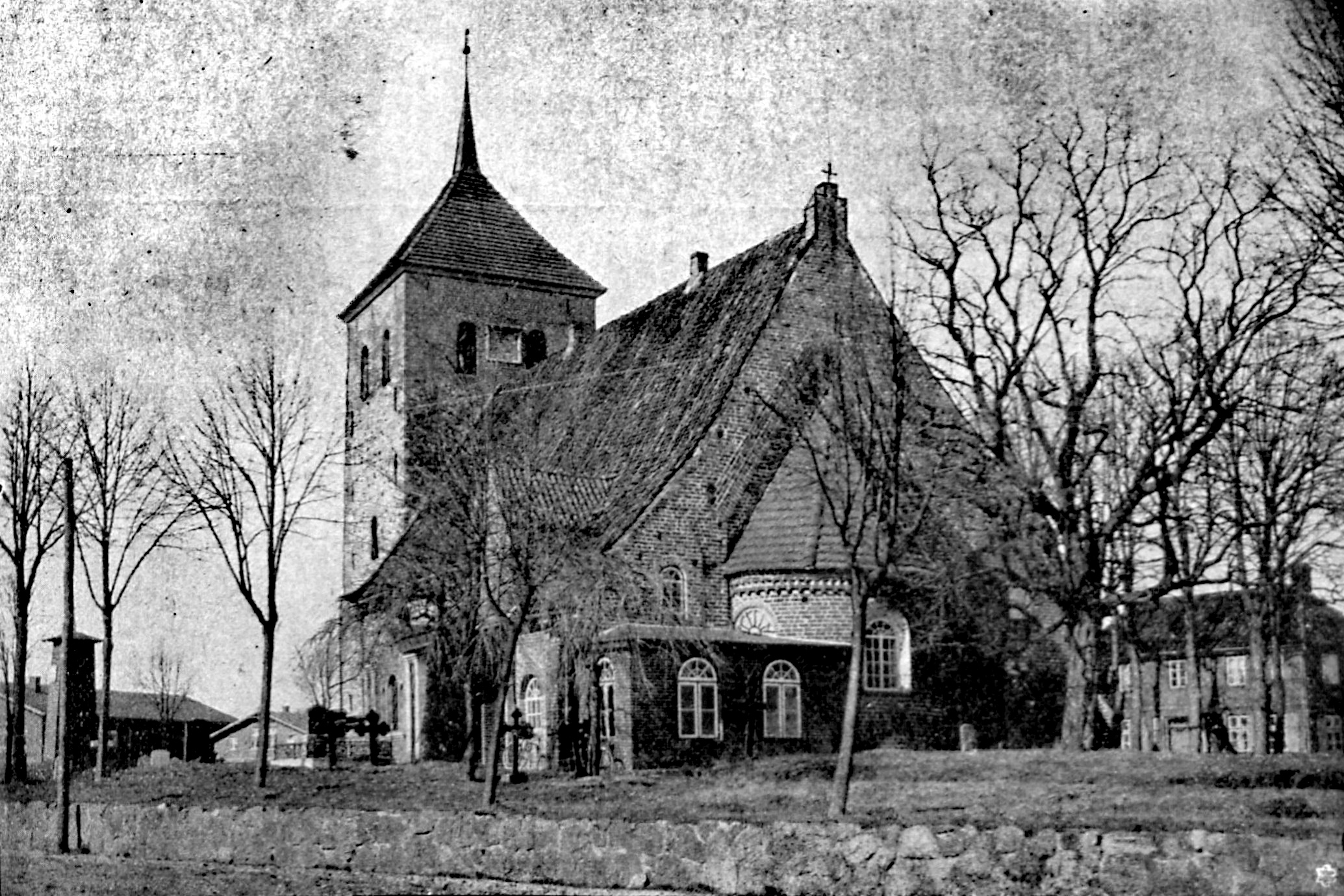
Kirche um 1905

St. Fabian und St. Sebastian (ugs. oft kurz nur: „St. Fabian“ oder „Rensefelder Kirche“) ist eine Kirche im Zentrum des Bad Schwartauer Ortsteils Rensefeld und das älteste Gebäude Bad Schwartaus. Sie wurde überwiegend aus Backstein erbaut, insbesondere im Turm wurden auch zahlreiche Feldsteine flächig in das Backsteinmauerwerk eingestreut. Ihr Langhaus überdeckt ein mit Dachziegeln gedecktes Satteldach.

## Geschichte

### Name
Die Rensefelder Kirche hat das Patrozinium St. Fabian und Sebastian. Dieses doppelte Patrozinium findet sich häufiger, da der Heilige Fabianus und der Heilige Sebastian den gleichen Gedenktag (20. Januar) haben. Dieser Tag gilt als der Weihetag der Rensefelder Kirche; es wird vermutet, dass die Einweihung am Sonntag, dem 20. Januar 1163 vorgenommen wurde.

### Baugeschichte
Der (erste) Bau einer Kirche in Rensefeld erfolgte durch Vizelin (oder seinen Nachfolger). Laut der Konradsurkunde vom 1. Mai 1139 wurde Vizelin kurz nach der Eroberung Wagriens durch die Holsten 1138/1139 vom römisch-deutschen König Konrad III mit dem Wiederaufbau der zerstörten Kirche von Alt-Lübeck beauftragt. Vizelin wählte dafür den etwas weiter westlich gelegenen Ort.
Die erste urkundliche Erwähnung einer Kirche in Rensefeld erfolgte 1177 in der Dotationsurkunde von Bischof Heinrich I. für das St.-Johannis-Kloster (Lübeck), wobei es sich um eine Feldstein- oder Wehrkirche, ähnlich den übrigen Vicelinkirchen, der Petrikirche in Bosau, der St. Laurentius-Kirche in Süsel oder der Feldsteinkirche in Ratekau, gehandelt haben dürfte.
Es handelt sich um eine im spätromanischen und frühgotischen Stil errichtete einschiffige Saalkirche mit Chor und Apsis.
1234 wurde die Kirche schwer beschädigt bzw. zerstört, als es zwischen Lübeck und König Waldemar II. von Dänemark sowie Graf Adolf IV. von Holstein zu einer Auseinandersetzung wegen der Zugehörigkeit von Travemünde kam. Die Kirche in ihrer heutigen Form geht daher auf einen anschließend – etwa in der Mitte des 13. Jahrhunderts – erfolgten Neubau zurück.
Die Kirche bewahrte ihren ursprünglich romanischen Grundriss. Vieles spricht dafür, dass der Chorteil einst gewölbt gewesen ist. Spätere Anbauten, wie im Norden die sogenannte Küche (heute Taufkapelle) mit dem Beamtenstuhl, dem Gestühl der fürstbischöflichen Beamten, und im Süden der Schwartauer Chor gaben der Kirche ihre kreuzförmige Gestalt.
1693 wurde der ursprüngliche Turm (unter der Leitung des italienischen Baumeisters Antonio Petrini) durch einen quadratischen aus Feldsteinen errichteten Turm ersetzt. Etwa 100 Jahre später war dieser neue Turm bereits vom Einsturz bedroht und wurde mit Ziegelsteinen ausgebessert – was sich in der folgenden Zeit wiederholte.

### Renovierung 1902–1905
1902 wurde von der Gemeinde beschlossen, die Kirche vom lübeckischen Kirchenmaler Hermann Boht neu ausmalen zu lassen. In der Apsis stieß man beim Abschaben des alten Anstrichs auf Barockmalerei und direkt darunter auf dem ältesten Putz aus Segeberger Kalk auf eine aus dem Ende des 14. Anfang des 15. Jahrhunderts stammende in rötlichen Konturen ausgeführte figürliche Malerei des Jüngsten Gerichts: Christus sitzt auf einem Regenbogen. Ihm zur Seite links und rechts Heiligenfiguren wie Katharina von Alexandrien und Bartholomäus und Posaunen blasende Engel Unter diesen befinden sich auferstehende Tote, die, zur Rechten eines Engels, zur Seligkeit geleitet, während die zu dessen Linken zur Hölle befördert werden.
Bei der Freilegung der Malerei wurde sie, ohne fehlende Teile zu ergänzen, im Stil der Zeit renoviert. Eine unter dem Sockel befindliche frühgotische Apostelmalerei ging hierbei wegen desolaten Mörtels verloren. Auch auf dem sogenannten Beamtenstuhl wurde am Gewölbe gotische ornamentale Malerei freigelegt. Das ebenfalls aus der Epoche stammende Kruzifix mit den beiden Seitenfiguren Mariä und Johannes, auch sie waren weiß übertüncht worden, erschienen wieder in ihrer (angenommenen) Farbpracht. Weitere ornamentale Wandmalereien wurden den alten entsprechend ergänzt. Die glatte Gipsdecke wich einer Balkendecke.
Die aus Eichenholz hergestellte Kanzel und die Emporenbrüstung aus der Renaissancezeit erhielten ein Aussehen, das man zu dieser Zeit (1902) für ursprünglich hielt. Die an der Kanzel befindlichen Apostelfiguren wurden polychromiert und vergoldet. Vom Schalldeckel entfernte man die entstellenden aus der Barockzeit stammenden Schnitzereien und übertrug sie auf die dem Beamtenchor gegenüberliegende Brüstung des Schwartauer Chores. Der aus verschiedenen Hölzern zusammengesetzte Schalldeckel wurde farbig behandelt. Hierbei fand man Spuren von Inschriften, die größtenteils jedoch kaum oder gar nicht mehr zu entziffern waren. Mit Hilfe des Staatsarchivars Paul Ewald Hasse gelang es folgenden Stifterhinweis auf den Lübecker Ratsherrn Johann Spangenberg zu entziffern:
Anno 1583 hefft her Johan Spangenbarch Dusse decke des predickstols, dem caspel und der karcken vorehrett dar vmme datt Gades Wordthir under wart geleret.
Spätere Baulichkeiten änderten die Emporenbrüstung, deren Füllungen, sowie der links an der Orgelempore befindliche Teil der Brüstung. Man versah sie mit einfachen und flachen Renaissance-Schnitzereien und malte sie in stumpfgrüner, teilweise mit weißer und roter Farbe ausgeschmückt, aus.

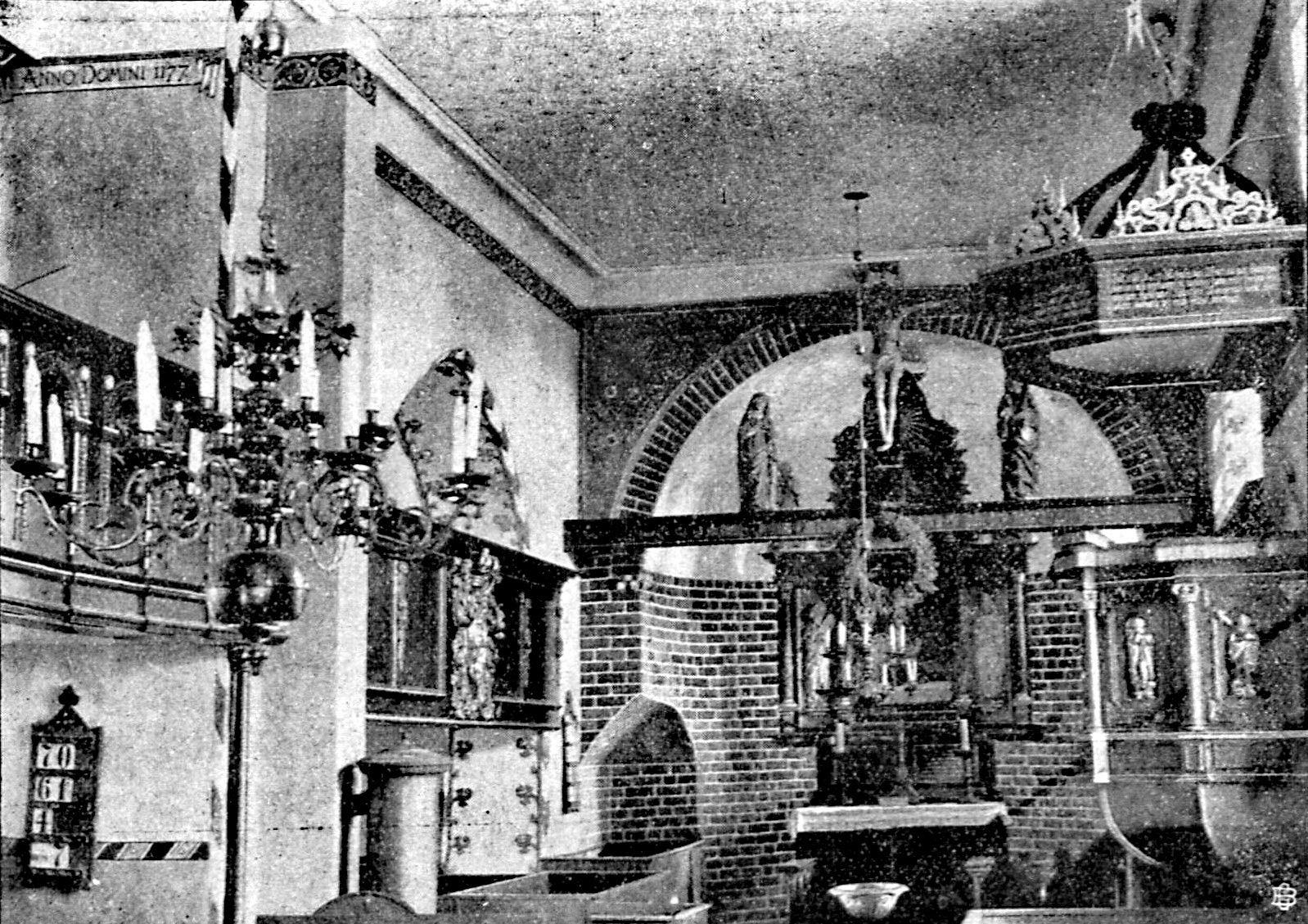
Innenraum (1902)
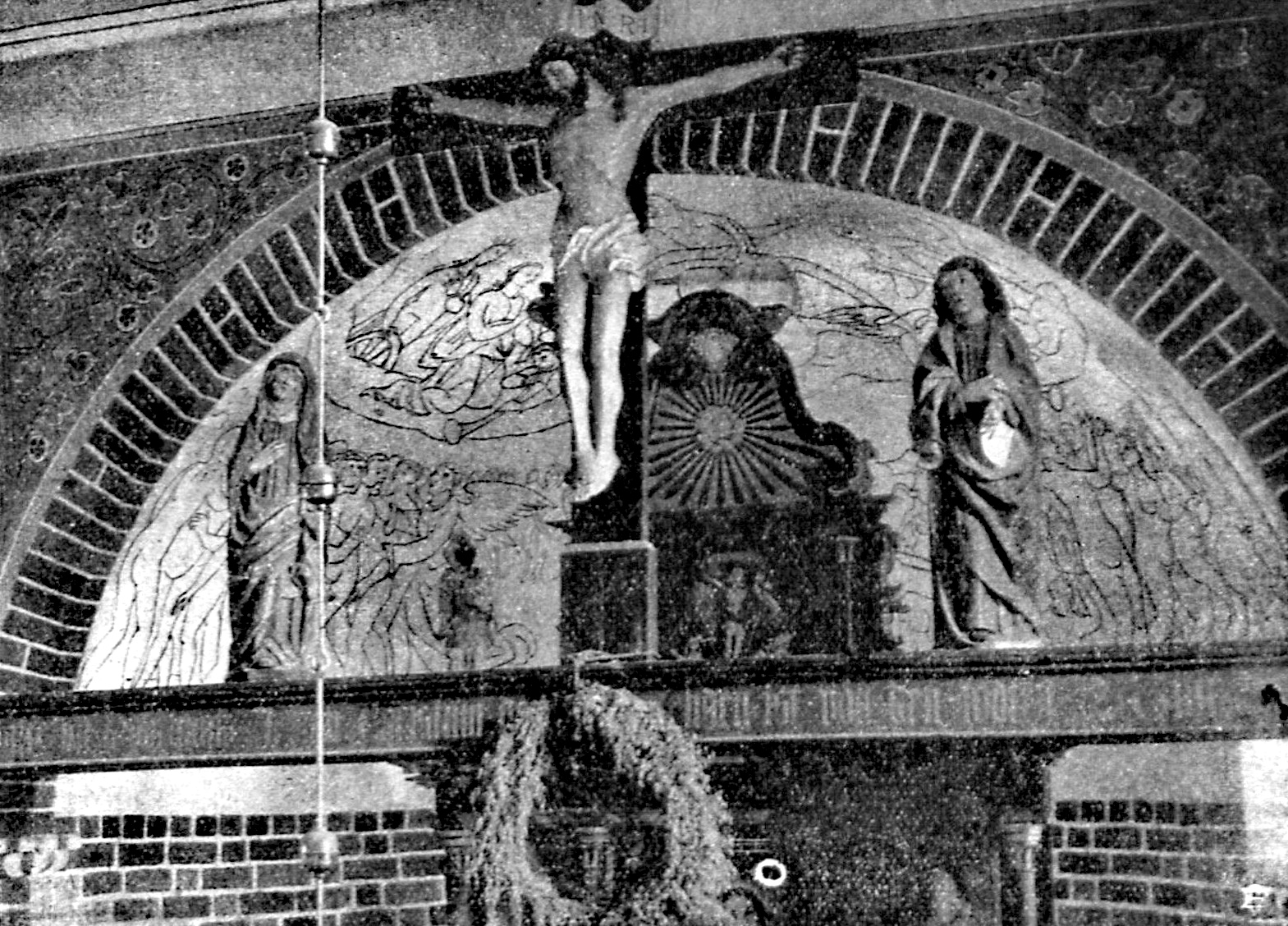
Aufgefundene mittelalterliche Deckenmalerei

### Renovierung 1965–1968
Ab 1965 wurde die Kirche erneut umfassend renoviert. Dabei wurde der Altar ersetzt, und das Apsisfenster erhielt 1966 eine farbige Verglasung von Siegfried Assmann. Die farbigen Fassungen von Triumphkreuz, deren Farbigkeit war auf Grundlage der Farbreste unter der bei der letzten Renovierung entfernten Tünche rekonstruiert worden, und Kanzel von 1902 wurden komplett entfernt. Im nördlichen Anbau wurde eine Taufkapelle rund um die 1952 aufgefundene Tauffünte angelegt.
Das Äußere wurde insbesondere im Bereich des südlichen Anbaus vereinheitlicht.

## Ausstattung
Das älteste Ausstattungsstück ist ein 1952 im Pastoratsgarten aufgefundener granitener Taufstein.
Der Messing-Kronleuchter im Langhaus ist eine lübeckische Arbeit aus dem 17. Jahrhundert.
Die Nordempore schmückt ein fürstbischöfliches Wappen im Akanthusrahmen vom Ende des 17. Jahrhunderts.
Die Orgel wurde 1968 von Hinrich Otto Paschen mit 19 Registern auf zwei Manualen und Pedal gebaut.

## Glocken
Die historischen Glocken der Rensefelder Kirche wurden 1917 für Kriegszwecke konfisziert und eingeschmolzen. 1921 kamen als Ersatz zwei Hartgussglocken, ergänzt 1962 durch die dritte, kleinste Glocke.

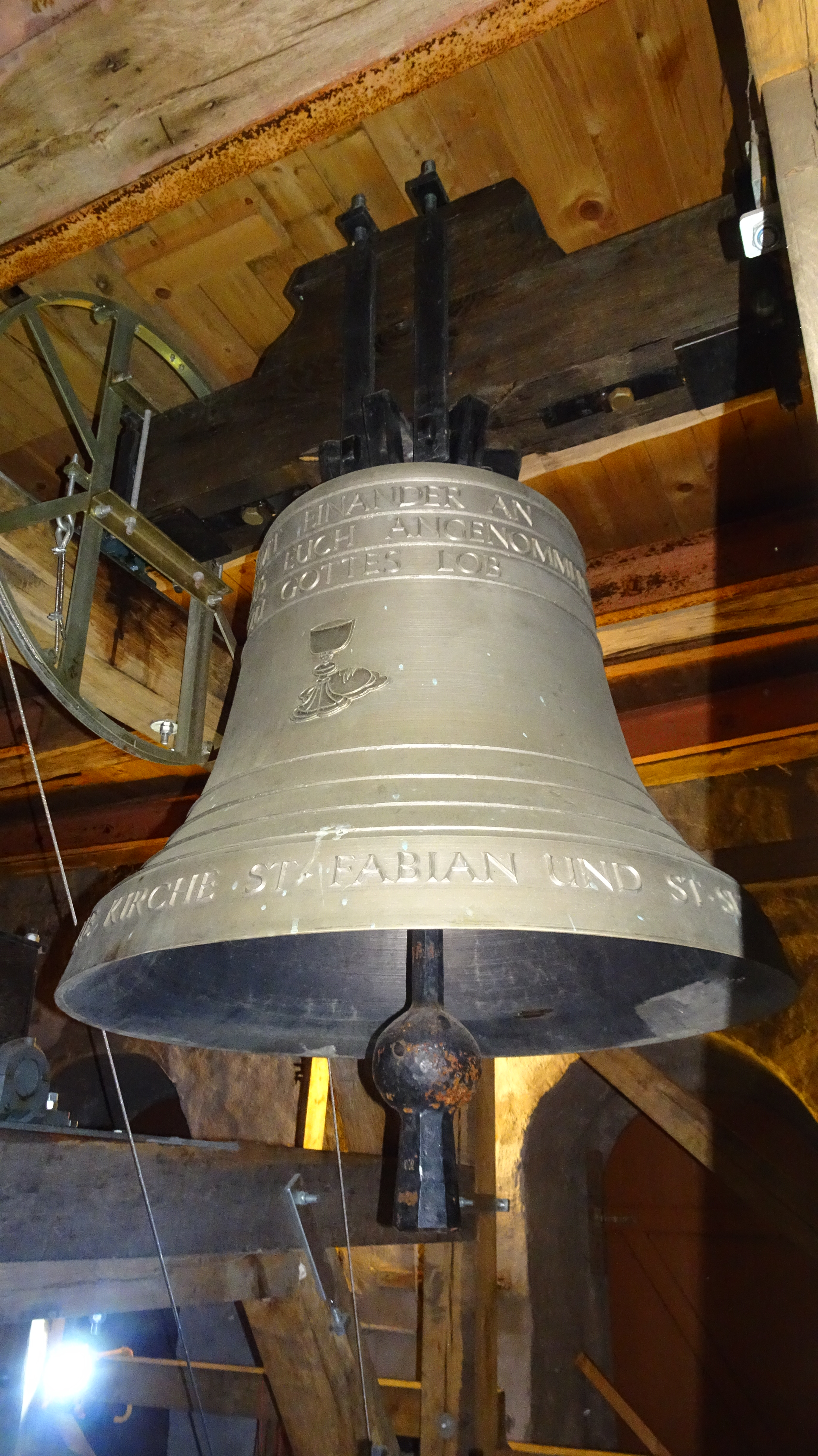
Kleine Glocke (Diakonia)

Diese Glocken wurden 2015 durch neue Bronzeglocken ersetzt, die in der Kunstgießerei Rincker in Sinn (bei Herborn) gegossen wurden. Sie erklingen in den Tönen d1-e1-fis1-a1.

## Friedhof
Die Kirche ist von dem ehemaligen Friedhof – auf dem sich noch einige alte Grabsteine und Grabkreuze aus Eisen, sowie ein Kriegerehrenmal für die Gefallenen des Ersten Weltkrieges befinden – und einem Baumring aus Linden umgeben.

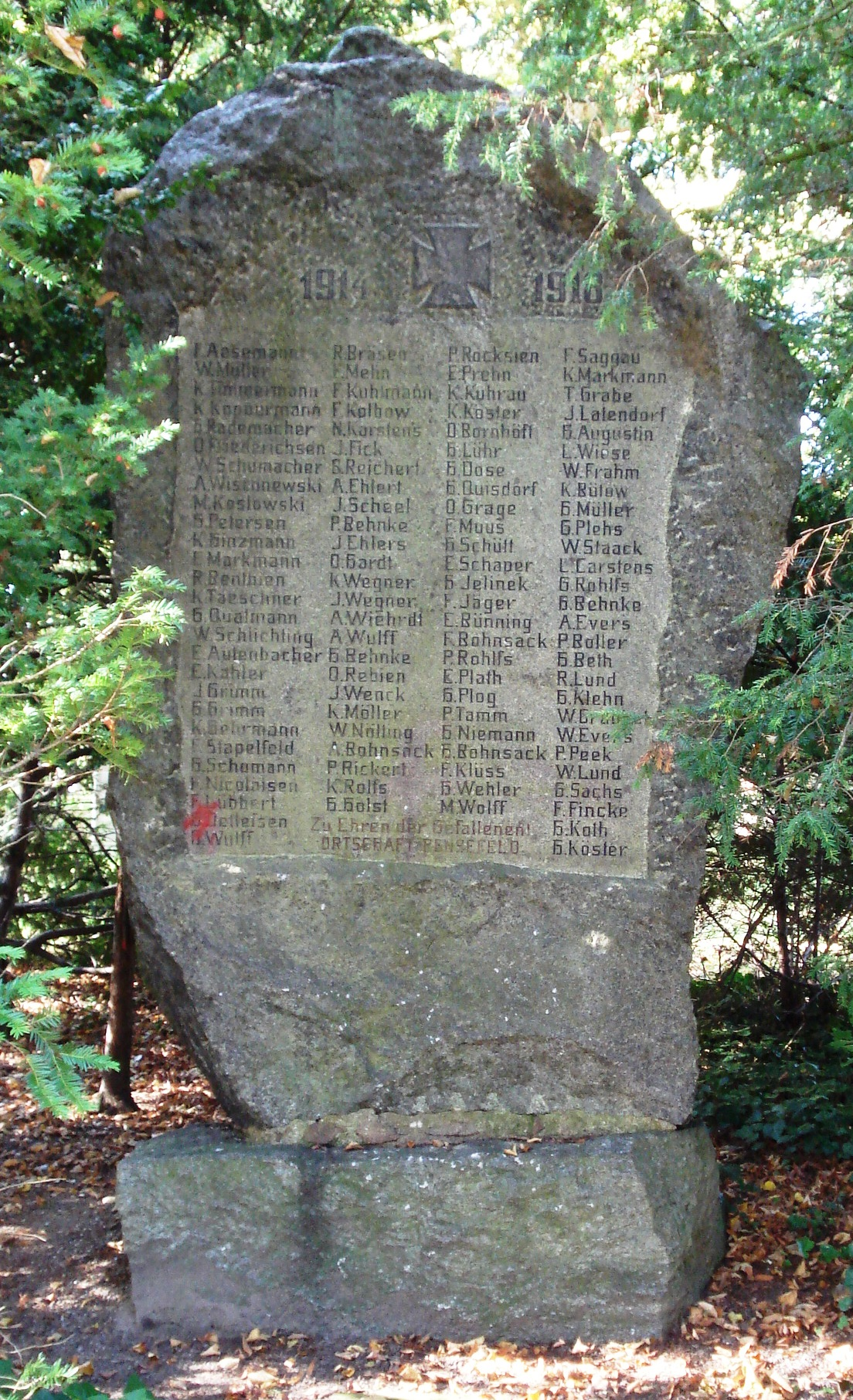
Kriegerehrenmal
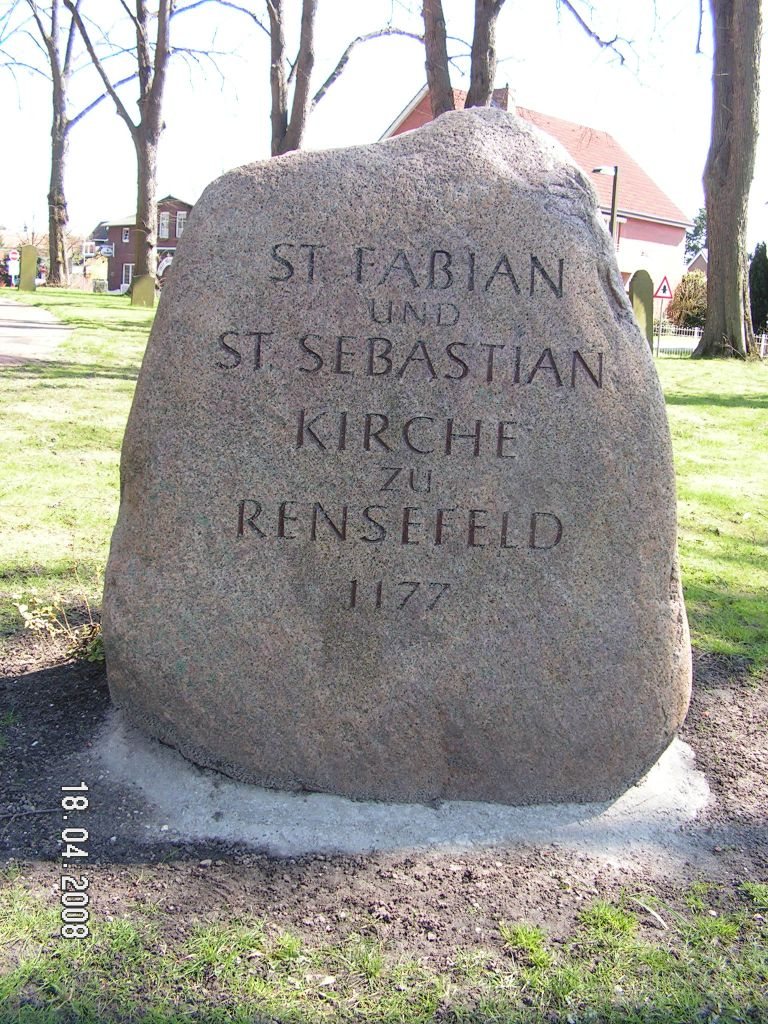
Denkstein

## Gemeinde
Die Rensefelder Kirche war die Pfarrkirche des sehr großen Rensefelder Kirchspiels, das bis zum Ende des 19. Jahrhunderts den gesamten Nordrand von Lübeck von Stockelsdorf bis zur Trave umfasste.
Die Kirche wird von der Ev.-luth. Kirchengemeinde Rensefeld im Kirchenkreis für Gottesdienste genutzt. Zur Gemeinde gehören heute noch die Dörfer Groß Parin, Klein Parin, Pohnsdorf und Horsdorf.